# Дачимоману
Дачимоману (итал. Decimomannu) је насеље у Италији у округу Каљари, региону Сардинија.
Према процени из 2011. у насељу је живело 7168 становника. Насеље се налази на надморској висини од 11 м.

## Становништво
| 1936. | 1951. | 1961. | 1971. | 1981. | 1991. | 2001. | 2011. |
| ----- | ----- | ----- | ----- | ----- | ----- | ----- | ----- |
| 2.144 | 3.181 | 4.534 | 4.823 | 5.587 | 6.332 | 6.836 | 7.831 |